# Durbania amabilis
Durbania amabilis är en fjärilsart som beskrevs av Otto Staudinger 1888. Durbania amabilis ingår i släktet Durbania och familjen juvelvingar. Inga underarter finns listade i Catalogue of Life.